# Didymella ligulicola
Didymella ligulicola ist eine Art aus der Ordnung der Pleosporales in der Abteilung der Schlauchpilze (Ascomycota). Der Pilz tritt zumeist als Anamorphe (Nebenfruchtform) auf und heißt dann Ascochyta chrysanthemi F. Stevens. Didymella ligulicola ist der Name der Teleomorphe (Hauptfruchtformen). Die Art ist der Erreger der Ascochyta-Krankheit bei Chrysanthemen (Chrysanthemum), Zinnien (Zinnia) und anderen Korbblütlern (Asteraceae). Es wird vermutet, dass der Ursprung der Art in Nordamerika liegt, sie ist aber inzwischen fast weltweit zu finden.

## Lebenszyklus
Der Pilz überwintert als Myzel oder in Form von Sporen. Im Winter oder Frühherbst reifen die Ascosporen auf befallenem Pflanzengewebe und können dann ganzjährig über den Wind verbreitet werden. Pyknidien bilden sich bevorzugt auf Blütenknospen und -stielen, seltener an Stängeln und Blättern. Die Konidien öffnen sich nur bei feuchten Bedingungen und entlassen ihre ungeschlechtlich gebildeten Konidiosporen in dickflüssigen Tropfen, die charakteristische Streifen auf der Pflanze hinterlassen. Sie werden über den Wind oder an der Pflanze entlangstreifende Tiere verbreitet. Bei Kulturpflanzen findet die Übertragung besonders leicht durch den Menschen beim Gießen statt. Aus den Konidiosporen entwickelt sich ein Myzel, das die Epidermis durchdringt und sich reichverzweigt mit zahlreichen kurzen Zellen im Gewebe innerhalb und zwischen den Pflanzenzellen ausbreitet.
Befallene Pflanzenteile zeigen aufgrund des Pilzwachstums und abgegebener Giftstoffe einen bräunlichen, feuchten Verfall. Alle Pflanzenteile können infiziert werden, Blüten und frisch geschnittene Stellen sind allerdings besonders anfällig.

## Morphologie
Die Pyknidien sind eingedrückt kugelig. Auf Blütenblättern treten sie mit einer Größe von etwa 70 mal 180 µm gehäuft auf, auf anderen Pflanzenteilen sind sie etwa 100 mal 300 µm groß und verstreut. Die Pyknidosporen sind hyalin, eiförmig bis zylindrisch oder unregelmäßig geformt und besitzen eine oder mehr Septen. Die seltener auftretenden Pseudothecien sind rund, dunkelbraun und messen 96 bis 224 µm im Durchmesser. Die Ascosporen sind durchscheinend bis gräulich, spindelförmig bis elliptisch mit einer Septe.